# NStB – Friedberg bis Leipa
Die NStB – Friedberg bis Leipa waren Dampflokomotiven der k.k. Nördlichen Staatsbahn (NStB) Österreich-Ungarns.
Die zwölf Lokomotiven wurden von der Lokomotivfabrik Cockerill in Seraing 1852 und 1853 geliefert.
Sie bekamen die Namen FRIEDBERG, BUNZLAU, PŘIBRAM, ZNAIM, CZASLAU, KOSMANOS, HOHENELBE, JIČIN, SCHNEEKOPPE, BUŠTEHRAD, BÖSIG und LEIPA sowie die Betriebsnummern 105–116.
Die Maschinen scheinen sich wenig bewährt zu haben.
Als 1855 die NStB an die Staats-Eisenbahn-Gesellschaft (StEG) verkauft wurde, erhielten die Maschinen die Betriebsnummern 96–107.
1873 wurden zwei der Maschinen Reihe IIIe 31–32.
Die restlichen zehn waren offensichtlich schon zuvor ausgemustert worden.
Die zwei letzten Loks wurden bald, jedenfalls aber vor 1897 ausgemustert, da sie im 1897er-Reihenschema nicht mehr vorkommen.